# Doepfer MS-404

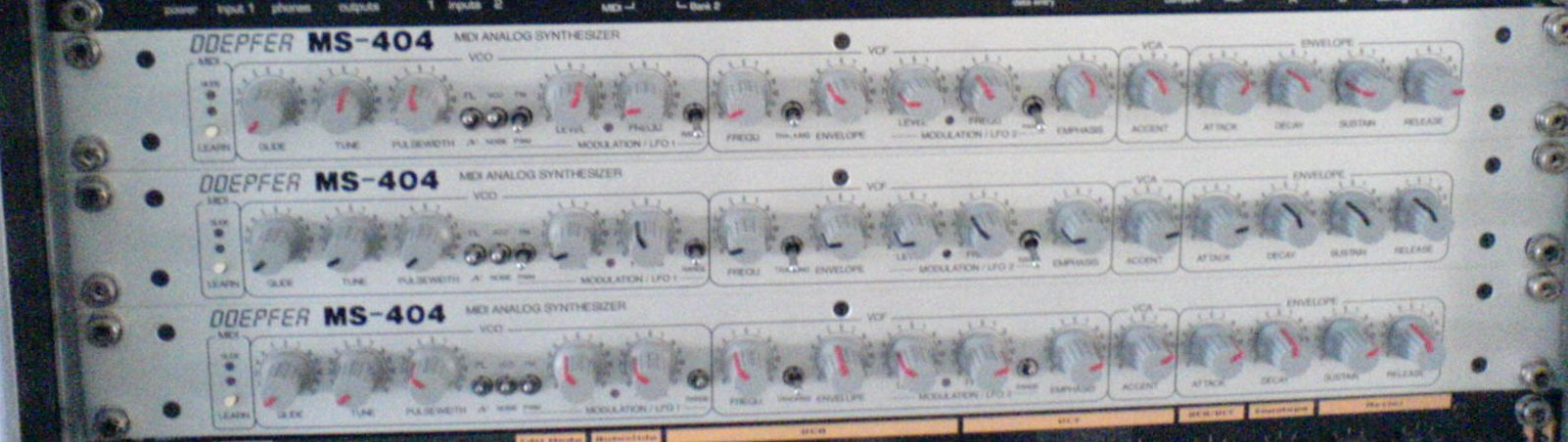
Trzy egzemplarze MS-404 zainstalowane w racku. Wersja 1 znajduje się na środku, zaś wersja 2 na górze i dole

Doepfer MS-404 – analogowy syntezator, kontrolowany za pomocą interfejsu MIDI, produkowany przez niemiecką firmę Doepfer.
Latem 1994 Dieter Doepfer postanowił stworzyć dla własnej przyjemności syntezator analogowy. Efekt jego pracy stanowił prosty klon automatu Roland TB-303, przewyższający go jednak możliwościami brzmieniowymi. Był to monofoniczny syntezator kontrolowany poprzez MIDI i wyposażony w rezonujący filtr o tłumieniu 24dB/oktawę.
Produkcję MS-404 rozpoczęto w grudniu 1994. Pierwsze 50-100 egzemplarzy planowano przeznaczyć na rynek, jednak w przeciągu dwóch pierwszych miesięcy 1995 firma otrzymała 500 ofert kupna. Pod koniec 1997 sprzedano już 3000 sztuk instrumentu. W tym samym roku wypuszczono też limitowaną serię ok. 100 egzemplarzy MS-404, posiadających panel czołowy w kolorze zielonym. Została ona rozprowadzona podczas obchodów 25 rocznicy kolońskiego sklepu Music Store.
Sprzedaż MS-404 zakończono w marcu 2001 z powodu znacznego spadku zainteresowania. Firma Doepfer nadal jednak oferuje wsparcie techniczne.